# Pljevuša
Pljevuša  (lat. Polycarpon), rod jednogodišnjeg raslinja iz porodice klinčićevki rasprostranjen i po Starom i po Novom svijetu.
Priznato je 7 vrsta. U Hrvatskoj je na popisu samo  rahlocvjetna pljevuša (P. tetraphyllum).

## Vrste
1. Polycarpon alsinifolium (Biv.) DC.
2. Polycarpon depressum Nutt.
3. Polycarpon polycarpoides (Biv.) Zodda
4. Polycarpon succulentum (Delile) J.Gay
5. Polycarpon prostratum (Forssk.) Asch. & Schweinf.
6. Polycarpon tetraphyllum (L.) L.
7. Polycarpon urbanianum Muschl.

## Sinonimi
- Arversia Cambess.; A. St.-Hil. Fl. Bras., Mer. 2: 184. t. 112 (1829)
- Hapalosia Wall.; Numer. List no. 6962 (1832)